# ぶらんこ (フラゴナール)
『ぶらんこ』（英: The Swing）は、フランスの画家ジャン・オノレ・フラゴナールにより1767年に描かれた絵画である。『ぶらんこの絶好のチャンス』 (仏: Les Hasards heureux de l'escarpolette) とも。
本作は、1865年に、ロンドンにあるウォレス・コレクションに収められ、以降、同美術館に所蔵されている。本作は、サン＝ジュリアン (Saint-Julien) 男爵からの依頼を受けて製作された。本作は、発表された後に評判を呼び、版画に印刷されて出回ったほどであった。

## 作品
レースをふんだんに使用してつくられたピンク色のシルクのドレスを身にまとった1人の若い婦人が、日差しが穏やかに降り注いでいる緑豊かな庭園の中で、太い木の枝にロープをくくり付けてつくったブランコに乗って遊んでいる様子が描かれている。婦人は、ブランコの揺れの勢いを使って、ピンク色の小さいミュールを前方に放り出している。
画面の左端下方で、茂みの中で地面に右ひじをついて横たわり、婦人を見上げている男性は、貴族であり、婦人の愛人でもある。この男性のモデルは、依頼主の男爵であるとされる。
画面左端にみえるキューピッドの彫像は、立てた人差し指を口に当てるポーズをとっている。画面の右端下方には、ロープで引いてブランコを揺らしている初老の男性の姿が描かれている。その男性の傍らに描かれたキューピッドの彫像は、戸惑うような表情を浮かべている。初老の男性の手前には、イヌが描かれている。
依頼では、ブランコを揺らしている人物は司教であるという設定であったとされるが、フラゴナールは、その人物を婦人の夫に変更して描いた。

## 関連する作品
本作は、映画『塔の上のラプンツェル』のビジュアルイメージをつくる際にベースとされた。また、映画『アナと雪の女王』の中で、主人公のアナがブランコをこぐ場面は、本作がベースになっている。